# 克尼亞日奇
50°27′45″N 30°47′1″E / 50.46250°N 30.78361°E

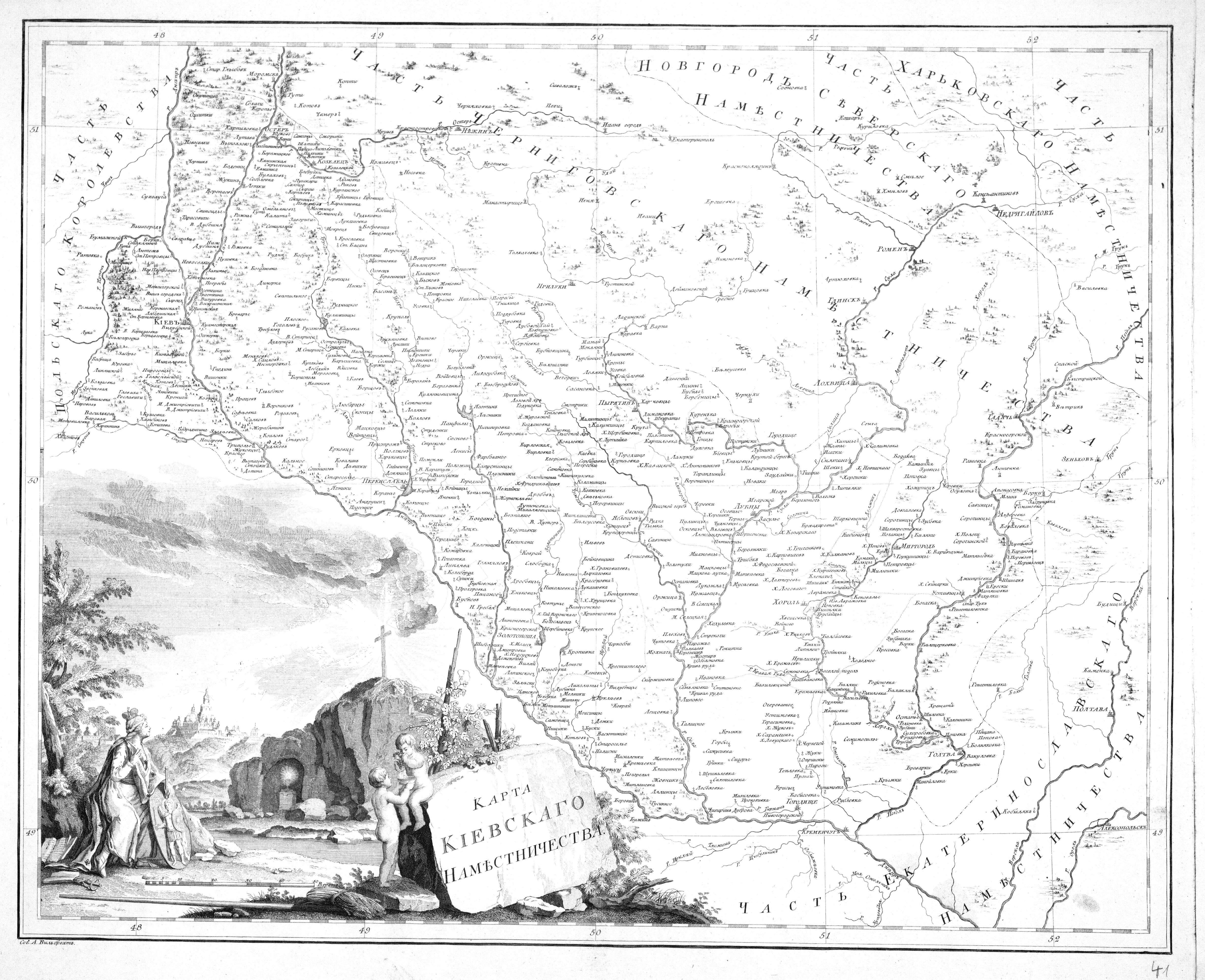

克尼亞日奇（烏克蘭語：Княжичі）是位於烏克蘭北部的村莊，由基辅州布羅瓦里區的布羅瓦里市鎮負責管轄。該村始建於1489年，面積7.52平方公里，海拔高度111米，2006年人口5,207，人口密度每平方公里692.42人。